# Heinrich Mückter
Heinrich Mückter (14 de junho de 1914 - 22 de maio de 1987) foi o inventor da Talidomida. Era médico, farmacologista e químico alemão que participou dos experimentos nos campos nazistas onde drogas e vacinas inventadas por ele foram testadas em prisioneiros sem consentimento, levando muitos a morte. 
Durante a ocupação nazista da Polônia, Mückter foi vice-diretor do Instituto de Cracóvia de Pesquisa sobre Tifo e Vírus. Mückter e seus colegas experimentaram repetidamente em prisioneiros de campos de concentração em Buchenwald. Muitos prisioneiros morreram como resultado dos experimentos.
Acusado por promotores poloneses de crimes de guerra por realizar experimentos médicos em prisioneiros de campos de concentração e trabalhadores forçados nazistas, Mückter escapou da prisão e fugiu de volta para a Alemanha.

## História da Invenção da talidomida
Em 1946, Mückter tornou-se chefe de pesquisa da empresa farmacêutica Grünenthal, onde desenvolveu o medicamento talidomida. Através de campanha de marketing agressiva e sem testar a droga devidamente, ela foi comercializada agressivamente como remédio para dormir sem receita e remédio para enjoos matinais durante a gravidez.
A talidomida foi disponibilizada pela primeira vez em 1 de outubro de 1957 e tornou-se o segundo medicamento mais vendido na Alemanha após a Bayer Aspirina.
Em janeiro de 1968, Mückter foi julgado junto com outros funcionários da Grünenthal. O julgamento terminou abruptamente em abril de 1970 com um acordo.